# Хакетт (Канберра)

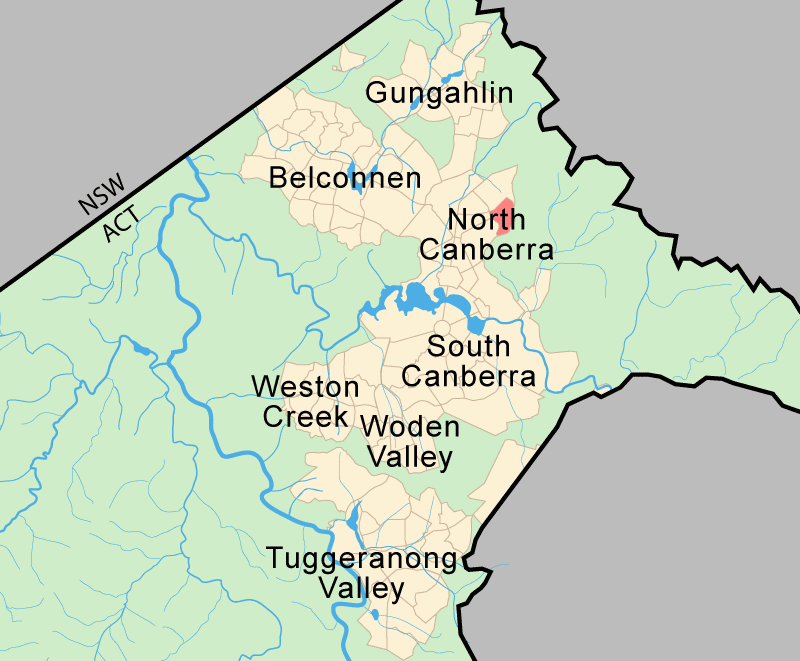
Расположение района Хакетт

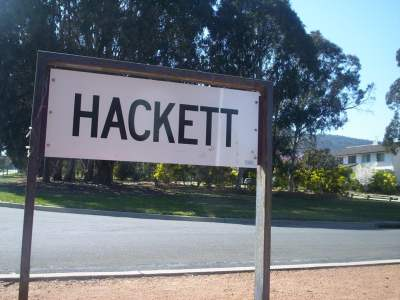
Район Хакетт

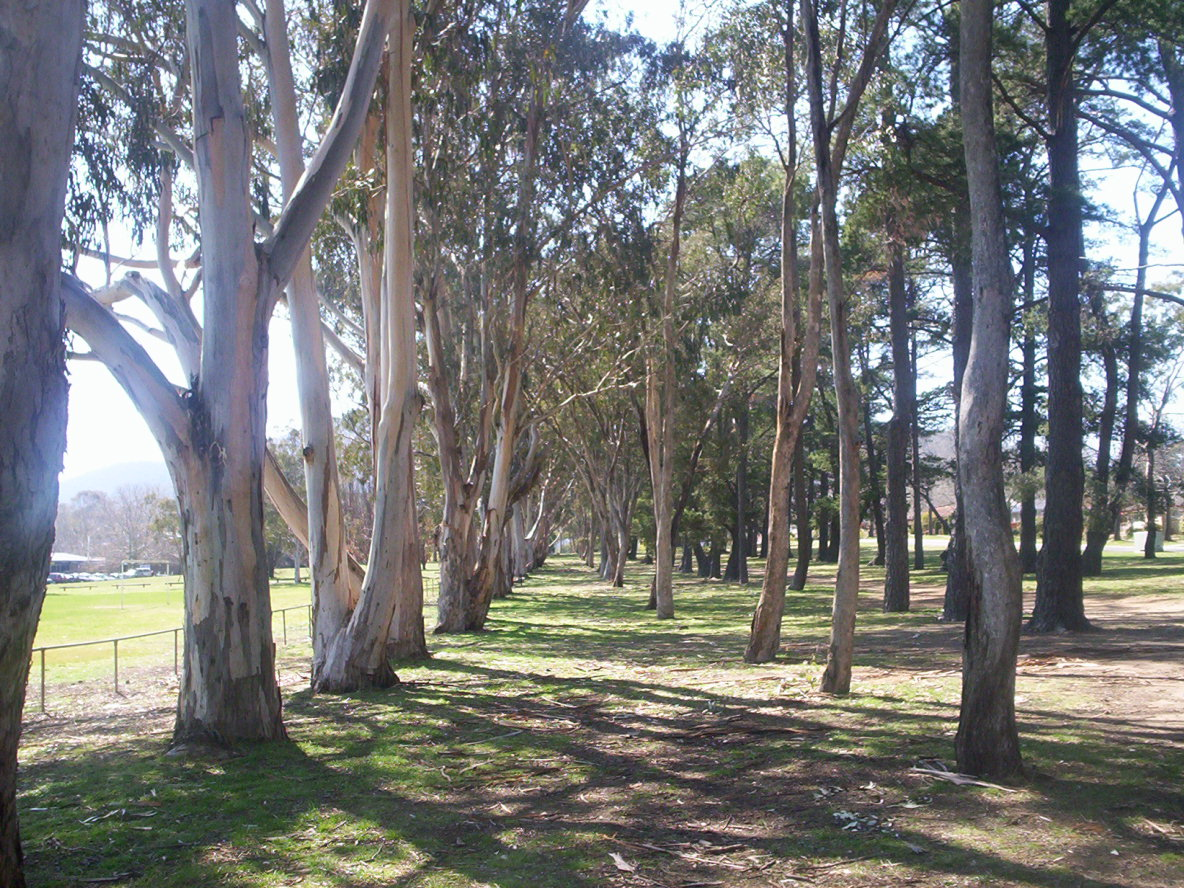
Стадион Хакетт

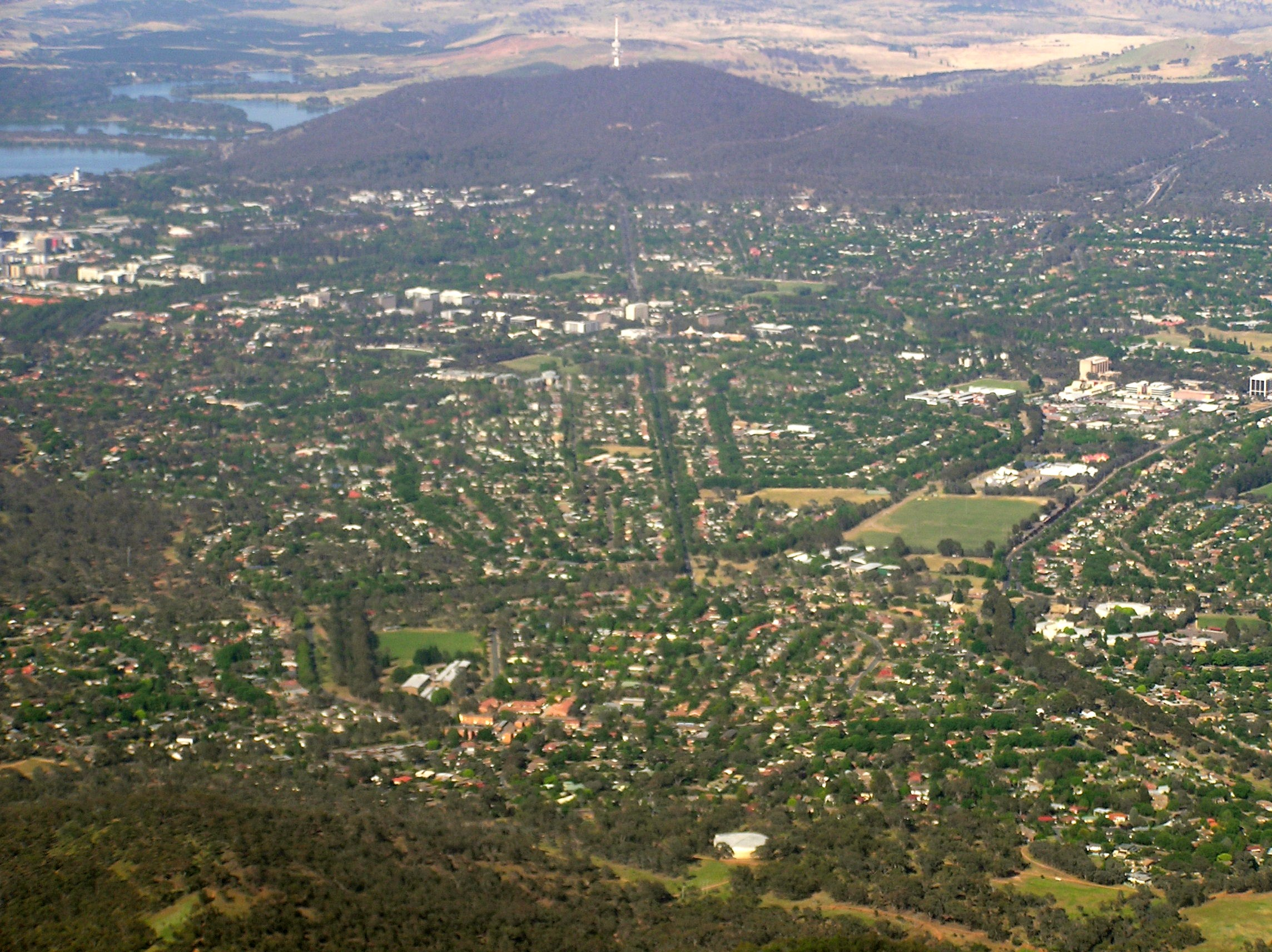
Вид на Хакетт с севоро-востока

Хакетт (англ. Hackett) — район в округе Северная Канберра города Канберра, столицы Австралии. Основан в 1960 году. Почтовый индекс 2602. Население Хакетта по данным переписи 2006 года составляет 2 881 человек. В районе насчитывается 1 298 частных домовладений.
Район назван в часть сэра Джона Уинтропа Хакетта (1846—1916), редактора газеты и пропагандиста объединения Австралии. Улицы района названы в честь учёных.
Район ограничен улицей Антил и авеню Филлип, а также территорией Национального парка Канберра (гора Маджура на востоке).
В районе имеются стадион и торговый центр.
Названия отдельных улиц:
- улица Мэйдиган — в часть геолога Сесила Томаса Мэйдигана
- улица Риветт — в честь химика Альберта Чербури Дэвида Риветта
- улица Селвин — в честь геолога Альфреда Ричарда Сесила Селвина
- улица Скиатс — в честь геолога Эрнеста Виллингтона Скиатса